# مورين ماي
مورين ماي (بالإنجليزية: Maureen May)‏ هي موزعة أمريكية، ولدت في 22 سبتمبر 1962.